# Maria Rogowska-Falska
Maria Rogowska-Falska, dite Maryna Falska est une enseignante, éducatrice et activiste sociale polonaise née le 7 février 1877 dans le domaine de Czaplino et morte le 7 septembre 1944 à Varsovie.

## Biographie

### Enfance et études
Elle naît sous le nom de Maria Rogowska le 2 février 1877, dans le domaine de Czaplino en Podlachie, dans une famille noble. Elle passe sa jeunesse à Varsovie et à Łódź, où elle étudie la pédagogie et obtient un diplôme d'enseignement[Selon qui ?].

### Début de carrière et engagements au Parti socialiste polonais
Après ses études, elle participe au travail indépendantiste du Parti socialiste polonais (PPS) avec ses frères et prend part à des activités sociales et culturelles parmi les travailleurs. À l'époque, elle utilise le pseudonyme Hilda et est arrêtée à plusieurs reprises pour avoir tenu une imprimerie illégale du PPS. Elle est emprisonnée en même temps que Józef Piłsudski. En 1905, elle est arrêtée, emprisonnée et exilée au fin fond de la Russie.

### Famille et exil à Londres puis retour à Valojyn
Elle épouse Leon Falski (pl), médecin réputé et militant du PPS qu'elle aurait rencontré à Londres, où ils se cachaient tous deux de la police tsariste. À leur retour en Pologne, ils ont une fille. Elle part avec son mari et sa fille pour Valojyn (actuelle Biélorussie), où Léon commence à travailler comme médecin de village, auprès des populations polonaise, juive et lituanienne. En 1912, il meurt à Valojyn alors qu'il apporte une assistance médicale lors d'une épidémie de typhus exanthématique. Maria part rejoindre des amis à Moscou, où sa fille de deux ans meurt.

### Activités pédagogiques
Entre 1917 et 1918, à Kiev, alors qu'elle dirige un internat pour enfants et adolescents polonais, elle rencontre Janusz Korczak et met en œuvre sa méthodologie basée sur l'éducation de type internat, qui repose sur la création de liens affectifs et d'un sens de la communauté.
En 1919, avec Janusz Korczak et Maria Podwysocka, elle crée l'orphelinat modèle et l'institution éducative Nasz Dom (pl) à Pruszków. L'orphelinat accueille les enfants des ouvriers tombés à la guerre. Avec le temps, il accueille également des orphelins sociaux, car Falska aide tout enfant dans le besoin. À partir de 1921, la gestion de l'orphelinat est confiée à la Société Nasz Dom, dont les contributions permettent d'acheter un terrain et de construire un nouvel orphelinat dans le quartier de Bielany, à Varsovie, en 1927-1929. La Société est placée sous le patronage d'Aleksandra Piłsudska.
Après le début de la Seconde Guerre mondiale, Falska cache plusieurs enfants juifs, dont la fille de Salo Fiszgrund (pl). Elle renoue ses contacts avec Janusz Korczak, lui proposant de l'aider s'il s'échappe du ghetto (Korczak, cependant, rejette l'offre). En janvier 1943, elle cache le tapuscrit du journal de Korczak, remis par la femme d'Igor Newerly après l'arrestation de l'écrivain par les Allemands, dans une cachette spéciale située dans le bâtiment de Nasz Dom à Bielany.

### Mort
Elle meurt subitement d'une insuffisance cardiaque le 7 septembre 1944, lorsque les Allemands ordonnent l'évacuation de l'orphelinat vers un camp de transit à Pruszków. Selon une version alternative des événements donnée par un élève de l'orphelinat Nasz Dom, l'insurgé varsovien Antoni Chojdyński, la cause de la mort de Falska serait l'ingestion de cyanure. Elle est enterrée au cimetière militaire de Powązki à Varsovie (section A25-14-11).

## Récompenses et distinctions
- Croix d'or du mérite (13 septembre 1926)[14].
- Croix de l'Indépendance (12 mars 1931)[15].
- Croix d'officier de l'ordre Polonia Restituta (à titre posthume, le 20 juin 1947)[16].
- Juste parmi les nations (à titre posthume, le 14 avril 1985)[9].